# Fædre og mødre
Fædre og mødre és una pel·lícula de comèdia danesa del 2022, dirigida per Paprika Steen. S'ha doblat i subtitulat al català.

## Sinopsi
La Piv i l'Ulrik assisteixen a la primera reunió de pares del nou col·legi de la seva filla, un centre privat que promet desenvolupar el potencial i la creativitat dels alumnes. El matrimoni farà tot el possible per integrar-se al grup mentre s'organitzen els preparatius d'una excursió escolar.

## Repartiment
- Katrine Greis-Rosenthal -	Piv
- Jacob Lohmann - Ulrik
- Amanda Collin - Julie
- Nikolaj Lie Kaas - Tommy
- Lars Brygmann - Adrian
- Rasmus Bjerg -	Per
- Lise Baastrup - Wencke
- Carsten Bjørnlund - Thorbjørn
- Line Kruse - Bettina
- Mikael Birkkjær - Jewer
- Martin Greis - Frederik
- Merete Mærkedahl - Lis